# Coupe de Belgique de football 1983-1984
Navigation
Coupe de Belgique 1982-1983 Coupe de Belgique 1984-1985
La Coupe de Belgique 1983-1984 est la vingt-neuvième édition de l'épreuve. Les Buffalos de La Gantoise remportent cette compétition pour la 2e fois de leur Histoire. L'épilogue de cet opus est partiellement tronqué car il se termine après l'éclatement de l'Affaire Standard-Waterschei. Finaliste, le cercle liégeois n'est franchement pas placé dans les meilleures conditions pour défendre ses chances.

## Fusion(s) - Changement(s) d'appellation
- Au terme de la saison précédente, le matricule 10 abandonne la simple appellation Royale Union pour adopter celle de Royale Union Saint-Gilloise.

- Relégué de Promotion, à la fin de l'exercice précédent, le K. Ourodenberg Sport (matricule 3587) fusionne avec le K. Vereniging Aarschot Sport (441) pour former K. Verbroedering Ourodenberg-Aarschot (441). Le « matricule 3587 » est démissionné.

- Basculant également en 1re provinciale brabançonne, le R. Crossing de Schaerbeek (matricule 55) déménage vers la commune d'Elewijt où il devient le Crossing Elewijt (55).

## Fonctionnement - Règlement
La Coupe de Belgique 1983-1984 est jouée par matchs à élimination directe jusqu'au stade des 1/8es de finale. Ensuite les Quarts et les Demi-finales sont joués par rencontres aller/retour. Les équipes de Division 1 et de Division 2 commencent l'épreuve à partir des trente-deuxièmes de finale.
Au total 256 clubs participent à la 29e édition de l'épreuve.
Pour l'édition 83-84, quatre tours préliminaires concernent 224 clubs issus de tous les niveaux inférieurs(dont deux de D2). Au total, les 258 équipes proviennent des divisions suivantes :
- 128 clubs provinciaux
- 62 clubs de Promotion
- 32 clubs de Division 3
- 16 clubs de Division 2
- 18 clubs de Division 1

### Déroulement schématique

#### Tours préliminaires
- TOUR 1: 64 rencontres, 128 clubs des Séries provinciales
  - TOUR 2: 64 rencontres, 64 qualifiés du Tour 1 + les 64 clubs de Promotion de la saison précédente (qui sont têtes de série et ne se rencontrent pas entre eux)
    - TOUR 3: 32 rencontres, 64 qualifiés du Tour 2 (pré-tirage intégral, plus de tête de série)
      - TOUR 4: 32 rencontres, 32 qualifiés du Tour 3 + les 32 clubs de Division 3 de la saison précédente (qui sont têtes de série et ne se rencontrent pas entre eux)

#### Phase finale
- 1/32e de finale : 32 qualifiés du Tour 4, 16 clubs de Division 2 de la saison précédente et 16 clubs de Division 1 de la saison précédente (D1 et D2 sont têtes de série et ne se rencontrent pas entre elles)
  - 1/16e de finale (à partir de ce tour, tirage intégral, plus de têtes de série)
    - 1/8e de finale
      - 1/4 de finale (aller/retour)
        - 1/2 finales (aller/retour)
          - FINALE

### Prolongation - Replay
Lors des 1/32es, des 1/16es de finale et kes1/8es, en cas d'égalité à la fin du temps réglementaire, on joue une prolongation de 2 fois 15 minutes. Si l'égalité persiste, un « replay » est disputé sur le terrain de l'équipe qui s'était initialement déplacé&e. Lors des quarts de finale et des demi-finales, jouées en « aller/retour », les buts inscrits en déplacement sont prépondérants pour départager les égalités. Si au terme de la rencontre « retour », le départage n'est pas fait par le critère « but(s) en déplacement », on dispute une prolongation de 2 fois 15 minutes, suivie d'une éventuelle séance de tirs au but si la parité subsiste. Lors des replay si une prolongation est nécessaire mais ne livre pas de vainqueur, celui-ci est désigné lors d’une séance de tirs au but.

## Calendrier
Le tirage au sort des quatre tours éliminatoires et des trente-deuxièmes de finale a lieu en juin 1983 au siège de l'URSBSFA. Les Diables Rouges étant qualifiés pour la phase finale de l’Euro 84, la finale est jouée relativement tôt comparativement aux habitudes.
| Nom                                   | Tirage au sort | Date aller                              | Date retour                             | Équipes participantes | Équipes restantes |
| ------------------------------------- | -------------- | --------------------------------------- | --------------------------------------- | --------------------- | ----------------- |
| Quatrième tour préliminaire           | juin 1983      | 20 et 21 août 1983                      | 20 et 21 août 1983                      | 64                    | 32                |
| Trente-deuxièmes de finale *          | juin 1983      | 27 au 28 août 1983                      | 27 au 28 août 1983                      | 64                    | 32                |
| Seizièmes de finale                   | ???            | du 29 octobre 1983 au 1er novembre 1983 | du 29 octobre 1983 au 1er novembre 1983 | 32                    | 16                |
| Huitièmes de finale                   | ???            | du 7 au 18 janvier 1984                 | du 7 au 18 janvier 1984                 | 16                    | 8                 |
| Quarts de finale                      | ???            | les 1er et 8 février 1984               | les 25 et 26 février 1984               | 8                     | 4                 |
| Demi-finales                          | ???            | 14 mars 1984                            | 28 mars 1984                            | 4                     | 2                 |
| Finale                                | -              | 5 mai 1984                              | 5 mai 1984                              | 2                     | -                 |
| * entrée des clubs de D1 et D2 belges |                |                                         |                                         |                       |                   |

## Légende
|  | Clubs qualifiés pour le tour suivant |
|  | Tenant du trophée                    |

## Trente-deuxièmes de finale

### Participants

#### par Régions
| Régions         | Total | D1 | D2 | D3 | P  | Prov' |
| --------------- | ----- | -- | -- | -- | -- | ----- |
| Bruxelles       | 3     | 2  | 1  | 0  | 0  | 0     |
| Région flamande | 51    | 13 | 13 | 16 | 7  | 2     |
| Région wallonne | 10    | 3  | 2  | 2  | 3  | 0     |
| TOTAUX          | 64    | 18 | 16 | 18 | 10 | 2     |

#### par Provinces
La province de Namur n'est plus représentée. Et une fois de plus il n'y a aucun cercle du Brabant wallon encore en lice.
| # | Provinces                                                                    | Total | Div. 1 | Div. 2 | Div. 3 | Prom  | prov' |
| - | ---------------------------------------------------------------------------- | ----- | ------ | ------ | ------ | ----- | ----- |
| 1 | Province d'Anvers                                                            | 16    | 4      | 4      | 3      | 5     | 0     |
| 2 | Province de Brabant Région de Bruxelles-Capitale Province du Brabant flamand | 6 3   | 2 0    | 2 1    | 1 0 1  | 1 0 1 | 0 0   |
| 3 | Province de Flandre-Occidentale                                              | 10    | 4      | 1      | 4      | 0     | 1     |
| 4 | Province de Flandre-Orientale                                                | 11    | 3      | 2      | 4      | 1     | 1     |
| 5 | Province de Hainaut                                                          | 5     | 0      | 2      | 2      | 1     | 0     |
| 6 | Province de Liège                                                            | 4     | 3      | 0      | 0      | 1     | 0     |
| 7 | Province de Limbourg                                                         | 11    | 2      | 5      | 4      | 0     | 0     |
| 9 | Province de Luxembourg                                                       | 1     | 0      | 0      | 0      | 1     | 0     |
|   | TOTAUX                                                                       | 64    | 18     | 16     | 18     | 10    | 2     |

### Résultats 1/32es
Les matches sont joués les samedi 27 et le dimanche 28 août 1983. Les équipes de Division 1 et de Division 2 entrent en compétition lors de ce tour (à l'exception des montants depuis la « Division 3 » qui ont débuté au 4e tour préliminaire). 
- 64 clubs pour 32 rencontres. Les deux plus hautes divisions se présentent au complet.

| Dates        | Niv | N° | Équipe 1                  | Équipe 2                         | Score 90' | Score 120' | Tirs au but |
| 27 août 1983 | T   | 1  | K. Lierse SK (I)          | K. SV Oudenaarde (III)           | 4-1       |            |             |
| 27 août 1983 | T   | 2  | R. Charleroi SC (II)      | VC Jong Lede (III)               | 3-0       |            |             |
| 27 août 1983 | T   | 3  | K. SC Hasselt (II)        | K. Witgoor Sport Dessel (III)    | 2-1       |            |             |
| 27 août 1983 | T   | 4  | K. SK Tongeren (II)       | K. FC Lommelse SK (III)          | 1-0       |            |             |
| 27 août 1983 | T   | 5  | K. Beerschot VAV (I)      | K. FC Germinal Ekeren (P)        | 2-1       |            |             |
| 27 août 1983 | T   | 6  | K. FC Zwarte Leeuw (P)    | K. Boom FC (II)                  | 0-0       | 0-0        | 4-3         |
| 27 août 1983 | T   | 7  | R. Standard de Liège (I)  | K. Wuustwezel FC (II)            | 3-1       |            |             |
| 27 août 1983 | T   | 8  | SK Beveren (I)            | R. FC Hannutois (P)              | 7-1       |            |             |
| 27 août 1983 | T   | 9  | K. FC Diest (II)          | FC Heirnis Gent (p-OVl)          | 2-0       |            |             |
| 27 août 1983 | T   | 10 | K. SC Lokeren (I)         | K. VK Tienen (P)                 | 7-0       |            |             |
| 27 août 1983 | T   | 11 | KV Oostende (III)         | K. Berchem Sport (II)            | 3-0       |            |             |
| 27 août 1983 | T   | 12 | KV Mechelen (I)           | Hoeselt VV (III)                 | 4-1       |            |             |
| 28 août 1983 | T   | 13 | K. FC Eeklo (P)           | K. SC Eendracht Aalst (II)       | 3-2       |            |             |
| 28 août 1983 | T   | 14 | R. AA Louviéroise (II)    | K. VV Ons Genoegen Vorselaar (P) | 1-2       |            |             |
| 28 août 1983 | T   | 15 | KV Kortrijk(I)            | K. FC Izegem (III)               | 3-1       |            |             |
| 28 août 1983 | T   | 16 | R. US Binchoise (P)       | K. St-Niklase SK (II)            | 0-0       | 0-3        |             |
| 28 août 1983 | T   | 17 | K. SK Roeselare (III)     | K. SV Waregem (I)                | 0-4       |            |             |
| 28 août 1983 | T   | 18 | K. RC Harelbeke (II)      | R. Olympic de Montignies (III)   | 1-1       | 1-1        | 5-3         |
| 28 août 1983 | T   | 19 | V&V Overpelt-Fabriek (II) | K. FC Eendracht Zele (III)       | 3-0       |            |             |
| 28 août 1983 | T   | 20 | Bilzerse VV (III)         | K. St-Truidense VV (II)          | 0-0       | 0-1        |             |
| 28 août 1983 | T   | 21 | FC Le Lorrain Arlon (P)   | R. FC Sérésien (I)               | 0-1       |            |             |
| 28 août 1983 | T   | 22 | K. SC Menen (III)         | Club Brugge KV (I)               | 1-1       | 1-3        |             |
| 28 août 1983 | T   | 23 | Sport Vermaak Mol (P)     | R. FC Liégeois (I)               | 0-3       |            |             |
| 28 août 1983 | T   | 24 | K. SV Bornem (III)        | R. SC Anderlechtois (I)          | 0-1       |            |             |
| 28 août 1983 | T   | 25 | K. VK Torhout (p-WVl)     | K. FC Winterslag (II)            | 1-3       |            |             |
| 28 août 1983 | T   | 26 | K. RC Mechelen (II)       | K. Merksem SC (P)                | 2-2       | 2-2        | 4-2         |
| 28 août 1983 | T   | 27 | K. Beringen FC (I)        | Racing Jet Bruxelles (II)        | 1-1       | 1-1        | 3-4         |
| 28 août 1983 | T   | 28 | K. AA Gent (I)            | K. FC Herentals (III)            | 3-1       |            |             |
| 28 août 1983 | T   | 29 | VK Ninove (III)           | RWD Molenbeek (I)                | 3-3       | 3-4        |             |
| 28 août 1983 | T   | 30 | R. AEC Mons (III)         | K. SV Waterschei THOR Genk (I)   | 0-1       |            |             |
| 28 août 1983 | T   | 31 | Diegem Sport (III)        | K. SV Cercle Brugge (I)          | 0-4       |            |             |
| 28 août 1983 | T   | 32 | Patro Eisden (III)        | R. Antwerp FC (I)                | 0-1       |            |             |

## Seizièmes de finale

### Participants

#### par Régions
| Régions         | Total | D1 | D2 | D3 | P  | Prov' |
| --------------- | ----- | -- | -- | -- | -- | ----- |
| Bruxelles       | 0     | 0  | 0  | 0  | 0  | 0     |
| Région flamande | 0     | 0  | 0  | 0  | 0  | 0     |
| Région wallonne | 0     | 0  | 0  | 0  | 0  | 0     |
| TOTAUX          | 32    | xx | xx | xx | xx | xx    |

#### par Provinces
| # | Provinces                                                                    | Total | Div. 1 | Div. 2 | Div. 3 | Prom | prov' |
| - | ---------------------------------------------------------------------------- | ----- | ------ | ------ | ------ | ---- | ----- |
| 1 | Province d'Anvers                                                            | xx    | x      | x      | x      | x    | x     |
| 2 | Province de Brabant Région de Bruxelles-Capitale Province du Brabant flamand | 0     | 0      | 0      | 0      | 0    | 0 0   |
| 3 | Province de Flandre-Occidentale                                              | xx    | x      | x      | x      | x    | x     |
| 4 | Province de Flandre-Orientale                                                | xx    | x      | x      | x      | x    | x     |
| 5 | Province de Hainaut                                                          | xx    | x      | x      | x      | x    | x     |
| 6 | Province de Liège                                                            | xx    | x      | x      | x      | x    | x     |
| 7 | Province de Limbourg                                                         | xx    | x      | x      | x      | x    | x     |
| 9 | Province de Luxembourg                                                       | xx    | x      | x      | x      | x    | x     |
|   | TOTAUX                                                                       | 32    | xx     | xx     | xx     | xx   | x     |

## Huitièmes de finale

### Participants

#### par Régions
| Régions         | Total | D1 | D2 | D3 | P  | Prov' |
| --------------- | ----- | -- | -- | -- | -- | ----- |
| Bruxelles       | 0     | 0  | 0  | 0  | 0  | 0     |
| Région flamande | 0     | 0  | 0  | 0  | 0  | 0     |
| Région wallonne | 0     | 0  | 0  | 0  | 0  | 0     |
| TOTAUX          | 16    | xx | xx | xx | xx | xx    |

#### par Provinces
| # | Provinces                                                                    | Total | Div. 1 | Div. 2 | Div. 3 | Prom | prov' |
| - | ---------------------------------------------------------------------------- | ----- | ------ | ------ | ------ | ---- | ----- |
| 1 | Province d'Anvers                                                            | xx    | x      | x      | x      | x    | x     |
| 2 | Province de Brabant Région de Bruxelles-Capitale Province du Brabant flamand | 0     | 0      | 0      | 0      | 0    | 0 0   |
| 3 | Province de Flandre-Occidentale                                              | xx    | x      | x      | x      | x    | x     |
| 4 | Province de Flandre-Orientale                                                | xx    | x      | x      | x      | x    | x     |
| 5 | Province de Hainaut                                                          | xx    | x      | x      | x      | x    | x     |
| 6 | Province de Liège                                                            | xx    | x      | x      | x      | x    | x     |
| 7 | Province de Limbourg                                                         | xx    | x      | x      | x      | x    | x     |
| 9 | Province de Luxembourg                                                       | xx    | x      | x      | x      | x    | x     |
|   | TOTAUX                                                                       | 16    | x      | x      | xx     | xx   | x     |

## Quarts de finale

### Participants

#### par Régions
| Régions         | Total | D1 | D2 | D3 | P  | Prov' |
| --------------- | ----- | -- | -- | -- | -- | ----- |
| Bruxelles       | 0     | 0  | 0  | 0  | 0  | 0     |
| Région flamande | 0     | 0  | 0  | 0  | 0  | 0     |
| Région wallonne | 0     | 0  | 0  | 0  | 0  | 0     |
| TOTAUX          | 8     | xx | xx | xx | xx | x     |

#### par Provinces
| # | Provinces                                                                    | Total | Div. 1 | Div. 2 | Div. 3 | Prom | prov' |
| - | ---------------------------------------------------------------------------- | ----- | ------ | ------ | ------ | ---- | ----- |
| 1 | Province d'Anvers                                                            | xx    | x      | x      | x      | x    | x     |
| 2 | Province de Brabant Région de Bruxelles-Capitale Province du Brabant flamand | 0     | 0      | 0      | 0      | 0    | 0 0   |
| 3 | Province de Flandre-Occidentale                                              | xx    | x      | x      | x      | x    | x     |
| 4 | Province de Flandre-Orientale                                                | xx    | x      | x      | x      | x    | x     |
| 5 | Province de Hainaut                                                          | xx    | x      | x      | x      | x    | x     |
| 6 | Province de Liège                                                            | xx    | x      | x      | x      | x    | x     |
| 7 | Province de Limbourg                                                         | xx    | x      | x      | x      | x    | x     |
| 9 | Province de Luxembourg                                                       | xx    | x      | x      | x      | x    | x     |
|   | TOTAUX                                                                       | 8     | x      | x      | xx     | xx   | x     |

## Demi-finales

### Participants

#### par Régions
| Régions         | Total | D1 | D2 | D3 | P  | Prov' |
| --------------- | ----- | -- | -- | -- | -- | ----- |
| Bruxelles       | 0     | 0  | 0  | 0  | 0  | 0     |
| Région flamande | 0     | 0  | 0  | 0  | 0  | 0     |
| Région wallonne | 0     | 0  | 0  | 0  | 0  | 0     |
| TOTAUX          | 4     | xx | xx | xx | xx | xx    |

#### par Provinces
| # | Provinces                                                                    | Total | Div. 1 | Div. 2 | Div. 3 | Prom | prov' |
| - | ---------------------------------------------------------------------------- | ----- | ------ | ------ | ------ | ---- | ----- |
| 1 | Province d'Anvers                                                            | xx    | x      | x      | x      | x    | x     |
| 2 | Province de Brabant Région de Bruxelles-Capitale Province du Brabant flamand | 0     | 0      | 0      | 0      | 0    | 0 0   |
| 3 | Province de Flandre-Occidentale                                              | xx    | x      | x      | x      | x    | x     |
| 4 | Province de Flandre-Orientale                                                | xx    | x      | x      | x      | x    | x     |
| 5 | Province de Hainaut                                                          | xx    | x      | x      | x      | x    | x     |
| 6 | Province de Liège                                                            | xx    | x      | x      | x      | x    | x     |
| 7 | Province de Limbourg                                                         | xx    | x      | x      | x      | x    | x     |
| 9 | Province de Luxembourg                                                       | xx    | x      | x      | x      | x    | x     |
|   | TOTAUX                                                                       | 4     | x      | x      | xx     | xx   | x     |

## Finale
| Équipes           | KAA La Gantoise - Standard de Liège |
| Score             | 2 - 0 ( 0 - 0, 0 - 0) |
| Stade             | Stade du Heysel, Bruxelles |
| But               | 93e Cees Schapendonk (1-0), 118e Michel De Wolf (2-0) |
| KAA La Gantoise   | André Lauryssen - Søren Busk, Luc Criel, Guy Hanssens, Michel De Wolf - Aad Koudijzer, Willy Quipor, Johan Van Looy (46e Cees Schapendonk) - Hubert Cordiez, René Mücher, Tony Rombouts (91e Jean-Claude Bouvy) Entraineur : Robert Goethals               |
| Standard de Liège | Gilbert Bodart - Michel Collard, Patrick Aussems, Zoran Jelikić (60e Thierry Solheid), Michel Wintacq - Heinz Gründel, Guy Hellers, Zdeněk Nehoda - Etienne Delangre, Horst Hrubesch, Pascal Delbrouck (75e Jean-Marc Bosman), Entraineur : Léon Semmeling |

### Sources et liens externes
- Archives de l'ASBL Foot100
- Archives des journaux et quotidiens de l'époque